# Superpotencia internacional
| Potencias mundiales que cumplen con todos los criterios |
| --- |
| Alemania, Estados Unidos, Francia, India, Japón y Reino Unido. |
| Potencias mundiales con un puntaje Libertad en el mundo insuficiente |
| China y Rusia. |
| Potencias intermedias consolidadas |
| Argentina, Australia, Austria, Bélgica, Brasil, Canadá, Corea del Sur, Chile, Dinamarca, España, Finlandia, Italia, Noruega, Países Bajos, Perú, Suecia y Suiza. |
| Potencias intermedias emergentes |
| Argelia, Angola, Arabia Saudita, Bangladés, Colombia, Egipto, Emiratos Árabes Unidos, Filipinas, Grecia, Indonesia, Irak, Kazajistán, Kuwait, Malasia, Marruecos, México, Nigeria, Pakistán, Polonia, Portugal, República Checa, Rumania, Sri Lanka, Sudáfrica, Tailandia, Turquía, Ucrania y Vietnam |

Una superpotencia es un Estado con una posición dominante o predominante en el sistema internacional, y con la habilidad y los medios para tener influencia en eventos y en proyectos de poder a escala global (fundamentalmente a manera de proteger sus propios intereses y los de sus aliados más cercanos); es considerado que una superpotencia está un paso delante del resto de las grandes potencias.
En 1944, el término superpotencia fue aplicado a Estados Unidos (EE. UU.), la Unión Soviética y el Imperio británico. Después de la Segunda Guerra Mundial, el Imperio británico se convirtió en la Commonwealth y sus territorios se volvieron independientes, seguido a esto la Unión Soviética y los Estados Unidos se les proclamó como las dos únicas superpotencias de ese momento, que entraron en un conflicto indirecto creando el periodo de la llamada Guerra Fría.
Aunque en la Era posterior a la Guerra Fría, EE. UU. ha sido ampliamente reconodo como la única superpotencia, la presidenta de la Comisión Europea, Ursula von der Leyen, consideró en 2023 que China también merecía tal reconocimiento. No obstante, ya un documento de 2020 del Servicio Europeo de Acción Exterior daba tal reconocimiento al país asiático. En el mismo sentido, el presidente francés Emmanuel Macron dijo (también en 2023) que la Unión Europea debería convertirse en una «tercera superpotencia» alejada de las diferencias diplomáticas entre EE. UU. y China.

## El término superpotencia

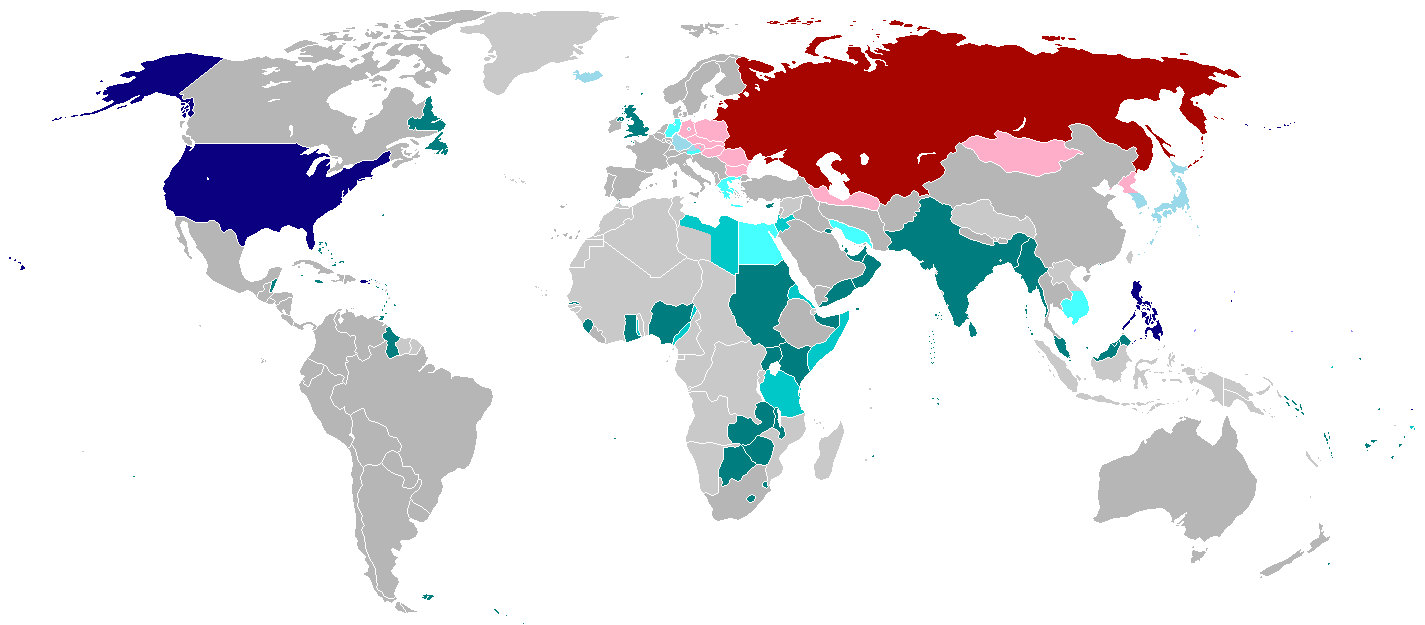
Mapa del mundo en 1945. Según William T.R. Fox, los Estados Unidos, la Unión Soviética, y también el Imperio británico/Mancomunidad de Naciones (verde claro), eran entonces las superpotencias.

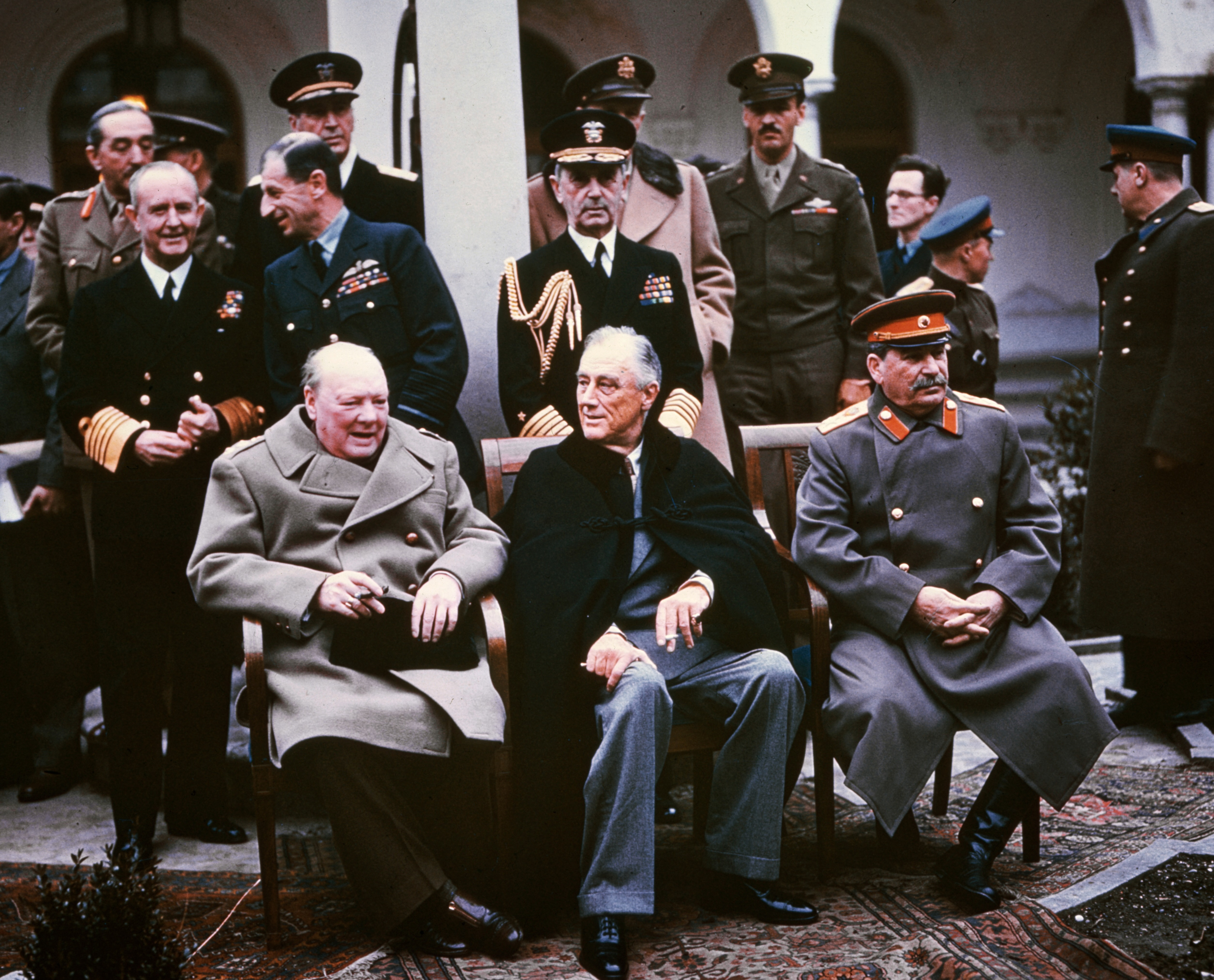
Los dirigentes de las «superpotencias» en la Conferencia de Yalta: Churchill, Roosevelt, y Stalin.

El término superpotencia surgió inicialmente en el dominio político, ya que la palabra se usó por la primera vez en 1926, en relación con la interconexión de sistemas de producción de electricidad. En su significado político moderno, el término fue nuevamente utilizado en 1943 por el geoestratega Nicholas Spykman, en una serie de notas sobre las figuras potenciales de un nuevo orden mundial de la posguerra de la Segunda Guerra Mundial. Esto llevó a plantear en el libro The Geography of the Peace (“la Geografía de la Paz”), que la supremacía mundial no-marítima del Reino Unido y Estados Unidos, eran esenciales para la paz y la prosperidad en el mundo.
Un año después, el estadounidense William T.R. Fox, publicó el libro Las superpotencias: los Estados Unidos, la Gran Bretaña y la Unión Soviética // La responsabilidad de la paz -1944- (The Superpowers: The United States, Britain and the Soviet Union // Their Responsibility for Peace -1944-). Allí el autor acuñó el término inglés superpower al definirlo como a state that possessed great power plus great mobility of power ("un Estado que poseía gran poder más gran movilidad del poder" -"poder" y "potencia" son la misma palabra en lengua inglesa-). Fox utilizó la palabra superpotencia para identificar una nueva categoría de potencia, capaz de ocupar el estatus más alto en un mundo en el que, la guerra demostró entonces que los estados podrían desafiarse y luchar entre sí a escala mundial. En aquella oportunidad, el subtítulo del libro asimiló por tanto la noción de superpotencia a las tres naciones mencionadas, las que un año más tarde irían a negociar la suerte del mundo en la Conferencia de Yalta.
En 1980, Fox se interrogó sobre la razón que lo llevó a incluir al Reino Unido en su libro de 1944, pues cierto consenso se había formado en el sentido que ya en esos tiempos, solamente los Estados Unidos y la Unión Soviética podían realmente ser calificados como «potencias de primera línea». Lo central para esta inclusión, sin duda fue la idea que prevalecía todavía en 1944, sobre que Europa, y en particular Gran Bretaña (galardonada por su victoria contra la Alemania nazi y con su inclusión en la Conferencia de Yalta, continuaba siendo parte del corazón del mundo, y además fue que el Imperio británico surgía aún fuerte y estable, dando así de hecho al Reino Unido una inmensa importancia estratégica y geopolítica.
Luego, fue la irrupción del arma atómica en 1945, lo que hizo evolucionar el concepto de «superpotencia» hacia «la capacidad de destrucción del planeta a través de la guerra nuclear» (Destrucción mutua asegurada), y lo que así estableció y consolidó la preeminencia de los dos gigantes con capacidad atómica, en momentos en los que el Imperio británico perdía puntos, magnificencia y capacidad de intervención.

## Historia
| Potencias desaparecidas        | Continente                         | Periodo              |
| ------------------------------ | ---------------------------------- | -------------------- |
| Antiguo Egipto                 | África-Asia                        | 3100 a. C.-332 a. C. |
| Imperio babilónico             | Asia                               | 1792 a. C.‑539 a. C. |
| Estado púnico                  | África-Europa                      | 814 a. C.‑146 a. C.  |
| Imperio aqueménida             | Asia                               | 550 a. C.‑330 a. C.  |
| Antigua Atenas                 | Europa                             | 508 a. C.‑322 a. C.  |
| República romana               | África‑Asia‑Europa                 | 509 a. C.-27 a. C.   |
| Imperio romano                 | África‑Asia‑Europa                 | 27 a. C.-476         |
| Cultura Maya                   | América                            | 250-1697             |
| Imperio bizantino              | África‑Asia‑Europa                 | 395-1453             |
| Califato abasí                 | África‑Asia‑Europa                 | 750-1259             |
| Califato omeya                 | África‑Asia‑Europa                 | 750-1031             |
| Emirato de Córdoba             | África-Europa                      | 756-929              |
| Imperio carolingio             | Europa                             | 800-843              |
| Reino de León                  | Europa                             | 910-1230             |
| Califato de Córdoba            | África‑Asia‑Europa                 | 929-1031             |
| Sacro Imperio Romano Germánico | Europa                             | 962-1806             |
| Reino de Francia               | Europa                             | 987-1791             |
| Reino de Aragón                | Asia-Europa                        | 1035-1707            |
| Imperio almorávide             | Europa-Mediterráneo Oriental       | 1040-1147            |
| Reino de Castilla              | África-Europa                      | 1065-1230            |
| Imperio almohade               | Europa-Mediterráneo Oriental       | 1121-1269            |
| Imperio mongol                 | Asia-Europa                        | 1206-1368            |
| Corona de Castilla             | África-Europa                      | 1230-1715            |
| Imperio otomano                | África‑Asia‑Europa                 | 1281-1923            |
| Imperio azteca                 | América                            | 1325-1521            |
| Imperio chino                  | Asia                               | 1368-1644            |
| Imperio español                | África‑América-Asia‑Europa-Oceanía | 1492-1976            |
| Imperio portugués              | África‑América-Asia‑Europa         | 1500-1975            |
| Imperio incaico                | América                            | 1438-1533            |
| Imperio mogol                  | Asia                               | 1526-1858            |
| Imperio colonial francés       | África‑América-Asia‑Europa-Oceanía | 1534-1980            |
| Imperio británico              | África‑América-Asia‑Europa‑Oceanía | 1577-1997            |
| Imperio neerlandés             | África‑América-Asia‑Europa         | 1603-1975            |
| Imperio ruso                   | Asia-Europa                        | 1721-1917            |
| Primer Imperio francés         | Europa                             | 1804–1814            |
| Imperio del Brasil             | América                            | 1823–1889            |
| Segundo Imperio francés        | África‑América-Asia‑Europa‑Oceanía | 1852–1870            |
| Imperio austrohúngaro          | Europa                             | 1867–1919            |
| Imperio japonés                | Asia                               | 1868-1947            |
| Imperio alemán                 | África‑Asia‑Europa                 | 1871-1918            |
| Imperio italiano               | África-Europa                      | 1882-1947            |
| Unión Soviética                | Asia-Europa                        | 1922-1991            |
| Alemania nazi                  | Europa                             | 1933-1945            |

En el siglo XX, las grandes potencias fueron: Alemania, los Estados Unidos, Francia, Italia, Japón, el Reino Unido y la Unión Soviética. Entre 1945 y 1989, la guerra fría dividió al mundo en dos semiesferas de influencia, los Estados Unidos y la Unión Soviética. Estos dos países fueron considerados como las superpotencias. Después de que se desintegrase la Unión Soviética a principios de 1990, Estados Unidos quedó como la única superpotencia restante de la Guerra Fría.
En el siglo XXI las situaciones son muy dinámicas. Las principales potencias son los Estados Unidos, China, Rusia, los países que componen el G-4 (Alemania, Francia, Italia y el Reino Unido, los cuales son miembros integrantes también del G-7), Japón, India y Brasil. Asimismo, Turquía es un importante punto estratégico entre Europa y Asia.

### Guerra Fría
La Guerra Fría fue un enfrentamiento político, económico, social, ideológico, militar y propagandístico que tuvo lugar después de la Segunda Guerra Mundial entre dos bloques principales:  Occidental (capitalista) y Oriental (comunista). Estos bloques estaban liderados por los Estados Unidos y la Unión Soviética, respectivamente. El inicio de este periodo se remonta a 1945.
Después de la Segunda Guerra Mundial, los Estados Unidos temían la expansión del comunismo y buscaban frenar la influencia soviética en Europa. En 1949 crearon la alianza militar conocida como la Organización del Tratado del Atlántico Norte (OTAN). El objetivo principal de la OTAN era contrarrestar la influencia soviética y garantizar la seguridad de los países miembros.
En respuesta a la creación de la OTAN la Unión Soviética estableció el Pacto de Varsovia en 1955. Este pacto militar fue una respuesta directa al bloque occidental y buscaba fortalecer la cooperación entre los países comunistas.
A lo largo de la Guerra Fría, se produjeron varias crisis que aumentaron las tensiones entre ambos bloques. Algunas de las crisis más destacadas incluyeron el bloqueo de Berlín de 1948-1949, la segunda fase de la guerra civil china (1946-1949), la guerra de Corea (1950-1953), la crisis de Suez de 1956,  la insurrección húngara en el período del 23 de octubre al 10 de noviembre de 1956,  la crisis de Berlín de 1961 y la crisis de los misiles cubanos de 1962. 
Complementariamente al Pacto de Varsovia sus miembros constituyeron el CAME (Consejo de Ayuda Mutua Económica) y un mercado común (COMECOM). 
La Unión Soviética y Estados Unidos comenzaron a competir por la influencia en América, Oriente Próximo y los estados recién descolonizados de África y Asia, donde el comunismo tenía gran fuerza y donde se vivieron conflictos como la Emergencia Malaya o la guerra de Indochina, también conocida como guerra de Vietnam. 
Después de la crisis de los misiles cubanos, comenzó una nueva fase que vio cómo la ruptura sino-soviética —entre la República Popular China y la URSS— complicaba las relaciones dentro de la esfera comunista, mientras que Francia, aliado de los Estados Unidos, comenzó a exigir una mayor autonomía de acción, llegando incluso a abandonar la estructura militar de la OTAN. La URSS invadió Checoslovaquia para reprimir la Primavera de Praga de 1968, mientras que Estados Unidos experimentó una agitación interna del movimiento de derechos civiles y oposición a la guerra de Vietnam. En las décadas de 1960 y 1970, un movimiento internacional por la paz se arraigó entre los ciudadanos de todo el mundo. Se produjeron movimientos contra las pruebas de armas nucleares y por el desarme nuclear, con grandes protestas contra la guerra. En la década de 1970 ambos comenzaron a hacer concesiones para la paz y la seguridad, marcando el comienzo de un período de distensión (o détente) que vio las conversaciones estratégicas de limitación de armas y las relaciones de apertura de los Estados Unidos con la República Popular China como un contrapeso estratégico para la URSS.  
Simultáneamente Estados Unidos desarrolló la Doctrina de la Seguridad Nacional, para prevenir "la expansión del comunismo" y promover en América Latina, a través del Plan Cóndor, la instalación de dictaduras militares que reprimieran mediante el terrorismo de Estado, los movimientos políticos, sociales, sindicales y estudiantiles de sus habitantes. 
| Ámbito               | Unión Soviética | Estados Unidos |
| -------------------- | --- | --- |
| Política             | Fuerte Estado comunista. Puesto permanente en el Consejo de Seguridad de las Naciones Unidas. Sólidos vínculos con Europa oriental y el mundo en desarrollo. Fuertes vínculos con los movimientos anticolonialistas y con los partidos laboristas, socialistas y comunistas. | Fuerte Estado capitalista con una democracia liberal. Puesto permanente en el Consejo de Seguridad de la ONU más dos aliados con escaños permanentes. Fuertes lazos con Europa occidental, América Latina, Mancomunidad de Naciones, y varios países de Asia oriental. |
| Geografía            | País más grande del mundo, con una superficie de 22,27 millones de km² | Cuarto país más grande del mundo, con una superficie de aproximadamente 9,37 millones de km². |
| Cultura y diplomacia | Ejerce influencia a través de estados socialistas y gobiernos populares de izquierda de carácter socialista, así como a través de organizaciones de diverso corte en todo el mundo, desde partidos laboristas a fuerzas paramilitares revolucionarias. Rico patrimonio cultural. | Ejerce influencia mediante el apoyo a dictaduras de derecha en países subdesarrollados y en países desarrollados de carácter capitalista y neoliberal. La “Americanización” ejerce influencia en cuanto a música, televisión, películas propagandísticas, y moda. |
| Militar              | Segunda Potencia militar del Mundo: Presencia de tierra - Las fuerzas armadas terrestres más grandes del mundo y la mayor fuerza aérea del mundo durante la década de 1980. Una de las más fuertes armadas del mundo. El arsenal más grande del mundo de armas nucleares para la segunda mitad de la Guerra Fría. Rigurosidad y fortaleza de la red Global de inteligencia (KGB). Aliados en Europa oriental (Pacto de Varsovia). | Primera Potencia militar del Mundo: Esencialmente bases militares-navales avanzadas con el más alto gasto militar en el mundo. Marina más grande del mundo con mayor número de portaaviones, y con bases de todo el mundo, en particular un “anillo” incompleto bordeando el Pacto de Varsovia hacia el Oeste, Sur, y Oriente. Arsenal nuclear más grande del mundo durante la primera mitad de la Guerra Fría. El segundo mayor ejército del mundo. Una de las dos mayores fuerzas aéreas del mundo. Poderosos aliados militares en Europa occidental (OTAN) con su propia capacidad nuclear. Posee rigurosidad y fortaleza de la red Global de inteligencia (CIA). |
| Economía             | Segunda economía más grande del mundo. Enormes recursos minerales y de energía, y grandes zonas agrícolas. En gran medida autosuficiente. Marxista, la teoría económica se basa principalmente en la producción: la producción industrial centralizada, y dirigida por los órganos estatales. Aliados en todo el mundo (CAME) | Economía más grande del mundo, con grandes recursos minerales, recursos energéticos, metales, y madera. Gran modernización de la agricultura y la industria, y muy buena base industrial. El dólar estadounidense es la moneda de reserva dominante en el mundo, a través del Acuerdo de Bretton Woods. Occidental, la teoría económica, basada en la oferta y la demanda: la producción determinada por las necesidades de los clientes. Aliado de las principales economías (G7). |
| Demografía           | Tenía una población de 286,7 millones en 1989, en ese momento la tercera más grande en nuestro planeta detrás de China e India. | Tenía una población de 248,7 millones en 1990, en ese momento la cuarta más grande en el planeta. |

### Post-Guerra Fría
La Posguerra fría comenzó tras el colapso definitivo de la Unión Soviética el 25 de diciembre de 1991. La Guerra Fría, más una confrontación ideológica y geopolítica que un conflicto bélico directo, estuvo marcada por tensiones globales y guerras indirectas. Aunque algunos académicos señalan momentos clave como el Tratado INF de 1987 o las Revoluciones de 1989 como el fin simbólico de la Guerra Fría, la disolución de la URSS en 1991 es considerada su conclusión definitiva. Este cierre del ciclo representó la victoria del modelo democrático y capitalista, consolidando el liderazgo de Estados Unidos y, en menor medida, de la Unión Europea. También impulsó el ascenso de nuevas potencias como China e India. La democracia, vista como un valor universal, pasó a ser la piedra angular de las estructuras políticas de muchos países.
La era ha estado dominada principalmente por el auge de la globalización (así como el nacionalismo y el populismo como reacción) posibilitado por la comercialización de Internet y el crecimiento del sistema de telefonía móvil. La ideología del posmodernismo y el relativismo cultural, según algunos estudiosos, ha reemplazado al modernismo y las nociones de progreso e ideología absolutos. La era de la posguerra fría ha permitido que se preste una atención renovada a cuestiones que fueron ignoradas durante la Guerra Fría, la cual ha allanado el camino para los movimientos nacionalistas y el internacionalismo. Después de las crisis nucleares de la Guerra Fría, muchas naciones encontraron necesario discutir una nueva forma de orden internacional e internacionalismo, donde los países cooperaban entre sí en lugar de utilizar tácticas de miedo nuclear.
Este período ha visto a Estados Unidos convertirse en el país más poderoso del mundo y el ascenso de China de un país en desarrollo relativamente débil a una superpotencia potencial incipiente. En respuesta al ascenso de China, Estados Unidos ha buscado estratégicamente "reequilibrar" la región de Asia-Pacífico. También ha visto la fusión de la mayor parte de Europa en una sola economía y un cambio de poder de las economías del G7 al más grande G20. Junto con la expansión de la OTAN, se instalaron sistemas de Defensa contra Misiles Balísticos (BMD) en Europa del Este. Estos marcaron pasos importantes en la globalización militar.
Nueva Guerra Fría
Nueva Guerra Fría, Segunda Guerra Fría o Guerra Fría 2.0 (en inglés: New Cold War, también referida como Cold War II, Cold War Redux o Cold War 2.0) son términos utilizados —como paralelismo a la Guerra Fría entre 1945 y 1991— para designar lo que se interpreta como un conflicto político, ideológico, informativo, social y militar en el siglo XXI, lo cual terminó la llamada era post-Guerra Fría. Desde esta visión, se verían las tensiones entre potencias como estructuradas dentro de grandes bloques de poder geopolíticos opuestos; en uno se encontraría Occidente, liderado principalmente por Estados Unidos y Reino Unido, así como en menor medida también por la Unión Europea (partidarios del poder blando y de un orden mundial unipolar) y el otro, Oriente, que estaría liderado principalmente por China y por Rusia (partidarios del poder duro y de un orden mundial multipolar). Se incluyen acciones propias de guerra híbrida (como los ciberataques) y guerras subsidiarias (como Libia, Siria, Ucrania o Irán). La rivalidad, además de geopolítica, también sería de carácter económico, militar, cultural y tecnológico.
El conflicto se evidenció a raíz de la invasión de Irak de 2003, para la cual Estados Unidos desplegó bases militares en los países de Asia Central, anteriormente bajo la influencia rusa, los cuales son ricos en gas y petróleo. Occidente desarrolló a su vez políticas tendientes a permitir la ampliación de la OTAN para incluir varios Estados postsoviéticos que compartían frontera con Rusia. En respuesta, y para lograr una forma de equilibrio, Rusia hizo una serie de maniobras en las que contribuyó el hecho de que la guerra de Irak generó un alza en los precios del gas natural y del petróleo, fortaleciendo a Rusia puesto que era una de los más grandes productores de ambos recursos. El país desarrolló lazos de cooperación con China y otros estados de Asia dentro del marco de la Organización de Cooperación de Shanghái, con el objeto de proteger sus intereses energéticos.
En un discurso en febrero de 2007, el presidente ruso Vladímir Putin acusó a los Estados Unidos de «arrojar al mundo en un abismo de conflictos permanentes» e intentar crear un «mundo unipolar» gobernado por Washington. Esta declaración fue la respuesta a las medidas tomadas en Washington para instalar un escudo antimisiles que según Estados Unidos no tenía la intención de apuntar a Rusia sino la de defender a Europa de ataques provenientes de Corea del Norte e Irán. Esta explicación no satisfizo a Rusia que vio los intentos estadounidenses de expandir la OTAN como parte de una política para contener y rodear a Rusia.
Tras la adhesión de Crimea a Rusia en 2014, Rusia invadió Ucrania en 2022 con el casus belli de la violación de los Tratados de Minsk, la posible adhesión de Ucrania a la OTAN, la, según Vladímir Putin, «nazificación» de Ucrania y un presunto genocidio en el Dombás.

## Puntos de vista sobre la superpotencia

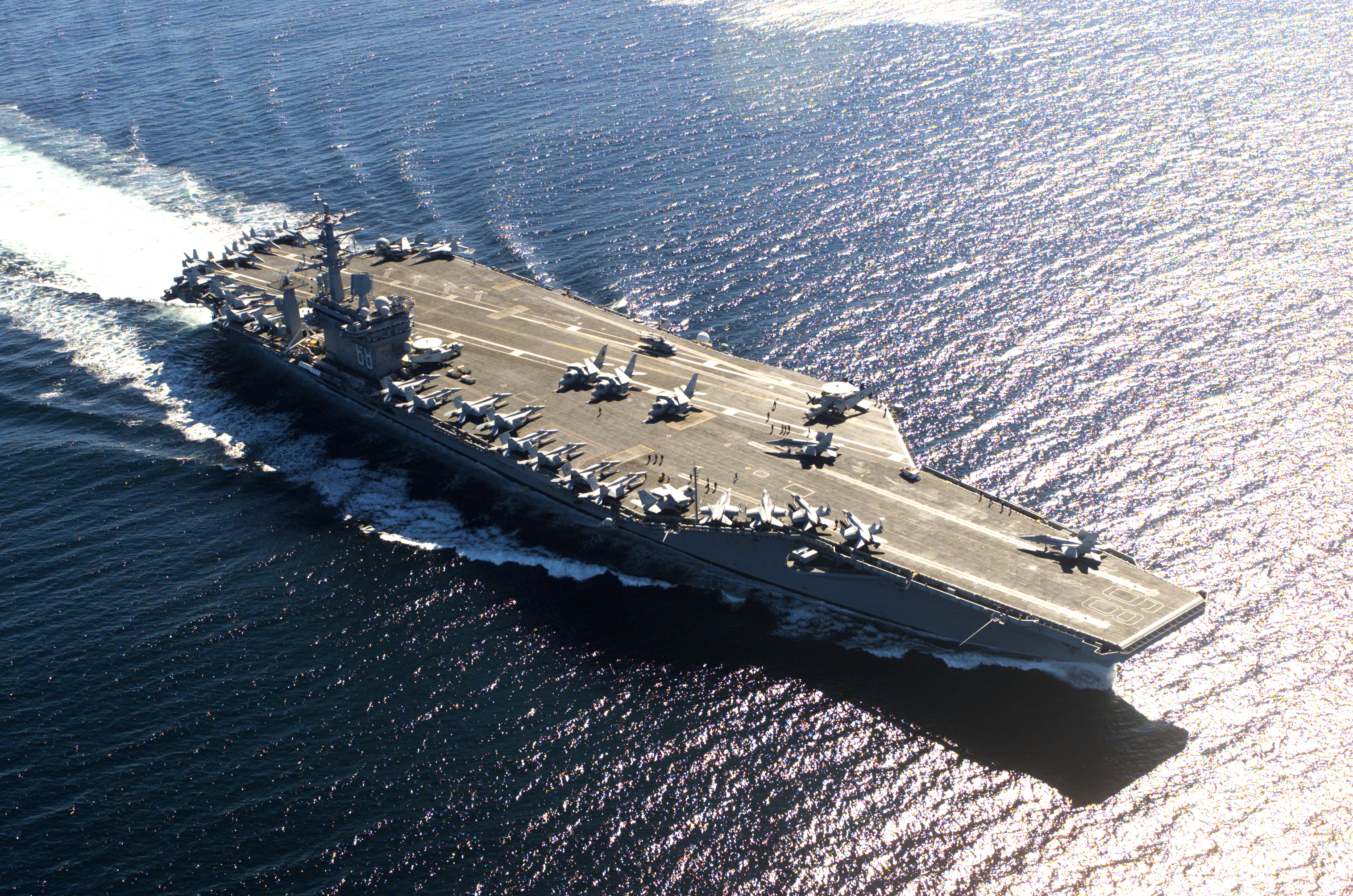
Dispositivos y material de guerra como los encontrados en el portaaviones Nimitz de la US Navy, son representativos del poderio militar que un país con categoría de "superpotencia", para así demostrar su influencia mundial.

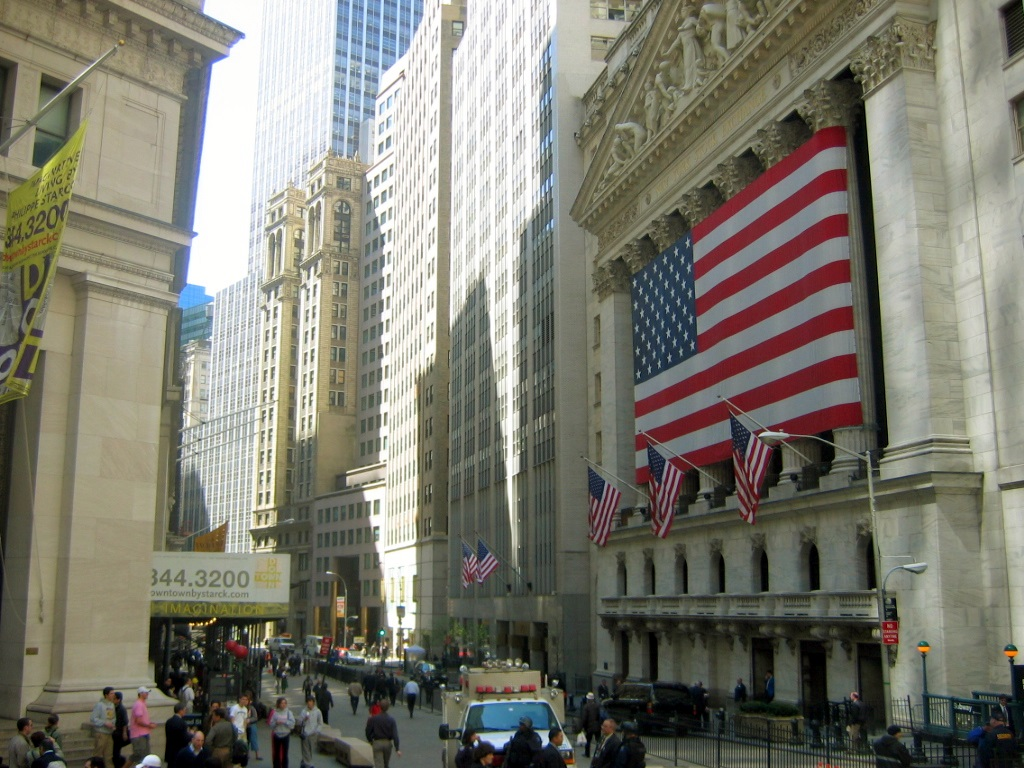
The New York Stock Exchange. El Poder económico de carácter mundial, demostrado al tener un gran PIB nominal, así como la posibilidad de influenciar la economía internacional con una moneda de reserva, son factores importantes en la proyección del gran poder y estatus de una superpotencia.

### Dominación del mundo
Algunos defensores de ideologías políticas modernas, tales como el republicanismo, la democracia, el comunismo, fascismo, conservadurismo, socialdemocracia, anarquismo, liberalismo ven sus ideologías como el ideal de organización social, y animan activamente a su puesta en práctica en todo el mundo. El período de la Guerra Fría en particular, está considerado como una época de intensa polarización ideológica en todo el mundo, con los partidarios de los dos campos rivales expresando esperanza de que su ideología emergería triunfante sobre la otra y se convertiría en la forma predominante de gobierno en todo el mundo. Líderes y defensores de los bloques de la Unión Soviética y de los Estados Unidos se acusaban mutuamente de tener un objetivo de dominación mundial ya que cada uno tenía diferentes ideologías, Unión Soviética(comunismo, la cual es una doctrina que defiende a una organización social en la cual no existe propiedad privada, ni la diferencia de clases, y en la que los medios de producción están en manos del Estado, que distribuiría de manera equitativa los bienes y según las necesidades; se asemeja un poco al socialismo) y Estados Unidos (USA o EE. UU.) (su doctrina es el capitalismo, la cual es un sistema económico y social basado en la propiedad privada de los medios de producción, en la importancia de la capital como generador de riqueza y en la asignación de recursos a través del mecanismo de mercado), por lo cual había constantes peleas entre ambas naciones.

### Hiperpotencia
La hiperpotencia es un término acuñado por el diplomático francés Hubert Védrine en los años 1990 para “caracterizar un período particular, los años inmediatamente posteriores al fin de la Unión Soviética”. En concreto, el término se ha usado para referirse a la situación de los Estados Unidos en un periodo donde ya no había bipolaridad y, grandes potencias como China, Francia, India, el Reino Unido y Rusia, ejercían solamente una influencia regional, mientras los Estados Unidos proyectaban su poder sobre el planeta, constituyendo una potencia global. No obstante, ya en los años 2010, Védrine estimó que el mundo estaba “asistiendo al fin del monopolio del poder por parte de Estados Unidos y de Occidente” y que los Estados Unidos había dejado de ser “la hiperpotencia que era hace veinte años”.

### Sistema multipolar
Diferentes visiones y enfoques han sido propuestos por diferentes autores, a efectos de definir y caracterizar el poder en este periodo. Uno de los primeros en abordar esta temática fue el politólogo estadounidense Zbigniew Brzezinski, quien consideró que el mundo de la era posterior a la Guerra Fría constaba de dos categorías de estados: “los vasallos y los tributarios de Estados Unidos”. En su libro titulado El gran tablero de ajedrez: América y el resto del mundo (1997), describe a su país como la única potencia que tiene una supremacía incuestionable y simultánea en los cuatro más importantes dominios (militar, económico, tecnológico, y cultural), ya que luego de disolución de la Unión Soviética, Rusia no logró cubrir la laguna dejada por el gigante socialista desaparecido. Sin embargo, ya en los años 2010, Brzezinski pasó ha mostrarse partidario del orden tripolar con Estados Unidos, Rusia y China como solución a la supuesta anarquía en relaciones internacionales, como consecuencia de la decadencia de los Estados Unidos. Los tres principales poderes dominantes podrían de esta forma cooperar para lograr la estabilidad global. Según esta visión, Estados Unidos ya no tiene las condiciones que tuvo antes de imponer fácilmente su unilateralismo mundial.
Todos los organismos internacionales surgidos de la Segunda Guerra Mundial están en una encrucijada por los nuevos centros de poder, y Estados Unidos puede tener resistencias a aceptar ese nuevo orden. En este sentido, el autor estadounidense Michael Klare ha estimado que el nuevo orden mundial rompe con el paradigma de la Guerra Fría, porque las tres potencias pueden cooperar para hacer valer sus respectivas esferas de influencia, aunque como posibles riesgos señala el de la militarización. Así mismo, el politólogo estadounidense Graham Allison ha señalado que el siglo XXI será de un equilibrio de poderes como Estados Unidos no había conocido, China ahora es el principal motor de la economía mundial, con grandes proyectos de alto impacto como la Nueva Ruta de la Seda y del Collar de Perlas (geopolítica), y con varias de las principales empresas de tecnología en el mundo, por esto Allison asegura que muchos de los compromisos de Estados Unidos para con sus aliados no son sostenibles, tomando en cuenta su propia seguridad, para Allison seguir compromisos irrealizables es lo que ha causado los fracasos de la política exterior de Estados Unidos en Medio Oriente. Además, cada vez es mayor el número de observadores que consideran a China como una superpotencia internacional, a la par que ven en los Estados Unidos indicios de deterioro y de retroceso. Tal es el caso del analista Timothy Garton Ash quien en 2020 aseguró que los Estados Unidos solamente podían aspirar a ser “un país líder en una red poshegemónica de democracias... he dicho un, no el país líder”. Garton Ash resaltó la “diferencia importante con el principio de este siglo, cuando la hiperpotencia estadounidense parecía dominar el planeta como un coloso”.
Sylvain Allemand y Jean-Claude Ruano-Borbalan por su parte, opinaban en 2008 que Estados Unidos no buscaba ni busca dominar intencionalmente al mundo, sino simplemente lo que por encima de todo quiere es proteger sus intereses y preservar su seguridad. Y dentro de esta lógica, los atentados del 11 de septiembre de 2001 lo que provocaron fue un reforzamiento de las intervenciones americanas en el mundo, con la finalidad casi exclusiva de mejorar la seguridad dentro de fronteras, llevando conflictos y fricciones a otras partes. Y es que la degradación del bloque comunista y la incapacidad de la Unión Europea para organizar su autonomía estratégica, de una u otra forma favorecieron la supremacía estadounidense hegemónica posterior a 1990.
Por su parte, el periodista británico Martin Jacques señaló en 2016 que las economías occidentales se encuentran en una fase de estancamiento, parecida a una “década perdida” que no tiene un punto de fin claro, por ello el reorden geoestratégico y geoeconómico sigue a las relaciones que se desarrollan entre las grandes potencias. La globalización, al inicio promovida por occidente, era a su juicio aprovechada por China mientras Estados Unidos y Europa resienten sus efectos negativos con consecuencias (por ejemplo el Brexit). Por último, el autor consideraba que desde China también se promovía el multilateralismo como solución a los problemas de la gobernanza global.
Jean-François Revel por su parte, enfatizó sobre lo inútil y lo superfluo del concepto de hiperpotencia, forjado en 1999 por el entonces Ministerio de Asuntos Exteriores francés Hubert Védrine, ya que el término « superpotencia » ya existía con anterioridad y se encontraba bien caracterizado, y ya que el prefijo griego « hyper » significa exactamente lo mismo que el prefijo latino « super ».

## Superpotencias emergentes
Hay pocas conceptualizaciones disponibles del término "potencia emergente". Por lo tanto, no existe un método estándar o acordado para decidir qué estados son potencias emergentes. Sin embargo, una característica fundamental de una potencia emergente es que también es una economía emergente, ya que el desarrollo económico es necesario y previo al surgimiento político y militar. Se ha argumentado que, si bien un país puede ser una potencia emergente, es por encima de todo una economía emergente con solo el potencial o la esperanza de aumentar su influencia global. Esto se debe a varios factores limitantes, principalmente las siete dimensiones del poder estatal; geografía, población, economía, recursos, capacidad militar, diplomacia e identidad nacional. Tradicionalmente, solo las grandes potencias o superpotencias han tenido éxito en las siete dimensiones del poder estatal.

## Segunda superpotencia
La segunda superpotencia (o la otra superpotencia) no se refiere específicamente a una nación en particular ni a un bloque de naciones, sino a un movimiento de la sociedad civil global que llega a conseguir una enorme fuerza política y una muy buena visibilidad en la opinión pública. El término y el concepto tuvo su origen en un artículo publicado en el periódico The New York Times con fecha 17 de febrero de 2003, y con la firma de Patrick E. Tyler; y en el mismo se describía a la "opinión pública global" (enlace roto disponible en Internet Archive; véase el historial, la primera versión y la última). como una de las superpotencias internacionales y fuerza hegemónica de poder a nivel mundial.

## Superpotencia energética
El término superpotencia energética tiene varias definiciones posibles que podrían utilizarse dependiendo del contexto.
En los últimos años, sin embargo, se ha usado para referirse a un país que suministra grandes cantidades de recursos energéticos (petróleo, gas natural, carbón, uranio, etc.) a un número significativo de otros estados, y que por tanto tiene el potencial para influir en los mercados mundiales y con ello obtener una ventaja política o económica.
Esto podría producirse, por ejemplo, influyendo de forma significativa en el precio en los mercados mundiales, o reteniendo suministros.
El término "superpotencia energética" no debe confundirse ni con el concepto de "superpotencia emergente", ni con el concepto de "superpotencia", ya que la naturaleza de una superpotencia energética se define de manera muy diferente, debido a la naturaleza no militar de la base de poder de una superpotencia energética. [cita requerida]